# Trường Đại học Đồng Nai
Trường Đại học Đồng Nai là một trường đại học đa ngành tại tỉnh Đồng Nai, được thành lập từ năm 1976. Trường trực thuộc UBND tỉnh Đồng Nai và được giám sát về đào tạo bởi Bộ Giáo dục và Đào tạo.

## Lịch sử
Tiền thân của trường là trường Sư phạm cấp 2 Đồng Nai, thành lập ngày 3 tháng 11 năm 1976 theo quyết định của theo Quyết định số 2317/QĐ của Bộ trưởng Bộ Giáo dục từ việc tách cơ sở 4 của trường Cao đẳng Sư phạm TP. Hồ Chí Minh.
Ngày 28 tháng 3 năm 1987, Thủ tướng Chính phủ đã có quyết định nâng cấp trường thành trường Cao đẳng Sư phạm Đồng Nai trực thuộc Sở Giáo dục và Đào tạo.
Ngày 15 tháng 9 năm 1997, Chủ tịch UBND tỉnh Đồng Nai quyết định hợp nhất 2 trường Sư phạm của tỉnh (Trung học Sư phạm và Cao đẳng Sư phạm).
Ngày 20 tháng 8 năm 2010, Thủ tướng Chính phủ đã quyết định thành lập trường Đại học Đồng Nai trên cơ sở nâng cấp trường Cao đẳng Sư phạm Đồng Nai.